# Relaciones Guatemala-Japón
Las relaciones Guatemala-Japón son las relaciones internacionales entre Japón y Guatemala. Los dos países establecieron relaciones diplomáticas el año de 1933.

## Relaciones diplomáticas
El 20 de febrero de 1935, el Gobierno del Japón nombró al Sr. Yoshiatsu Hori, Ministro de la Embajada del Japón en México, concurrente para Guatemala. El 28 de junio de ese año, el Sr. Hori presentó sus Cartas Credenciales al Presidente de Guatemala, General Jorge Ubico. A 6 años de entablar relaciones diplomáticas, 8 de diciembre de 1941, con el inicio de la Segunda Guerra Mundial y el ataque japonés a Pearl Harbor, las relaciones diplomáticas entre Japón y Guatemala se vieron temporalmente interrumpidas. Guatemala le declaró la guerra a Japón en 1941, y cerró relaciones bilaterales. Restableciéndose el 16 de octubre de 1954, tras la firma del Tratado de San Francisco, el 23 de septiembre de 1954.
El 1 de julio de 1955, el Gobierno del Japón nombró al Ministro de la Embajada del Japón en México como Ministro concurrente para Guatemala. El 21 de noviembre de 1964, el Gobierno de Guatemala abrió su Embajada en Japón. El 27 de enero de 1967, el Gobierno del Japón abrió su Embajada en Guatemala.
En septiembre de 1987, el ministro de Relaciones Exteriores del Japón, Tadashi Kuranari, visitó Guatemala y firmó con el Canciller guatemalteco, Alfonso Cabrera, el Convenio de Envío a Guatemala de Jóvenes Voluntarios del Japón en el Extranjero. En noviembre de 1990, el canciller guatemalteco Ariel Rivera, visitó Japón con ocasión de la Ceremonia de Entronización de S.M.I el Emperador Akihito y la Emperatriz Michiko.
El 14 y 15 de septiembre de 1997, por invitación de Álvaro Arzú realizaron una visita oficial a Guatemala Sus Altezas Imperiales, los príncipes Masahito y Hanako de Hitachi, convirtiéndose en la primera visita a Centroamérica de miembros de la Casa Imperial del Japón. Sus Altezas Imperiales se reunieron con Arzú y transmitieron un mensaje de felicitación al Gobierno y al Pueblo de Guatemala por la Firma de los Acuerdos de Paz y también expresaron la voluntad del Gobierno y del Pueblo del Japón para aumentar su ayuda a Guatemala tras la firma de dichos Acuerdos. En mayo de 2001, Alfonso Portillo y Evelyn Morataya de Portillo visitaron Japón.

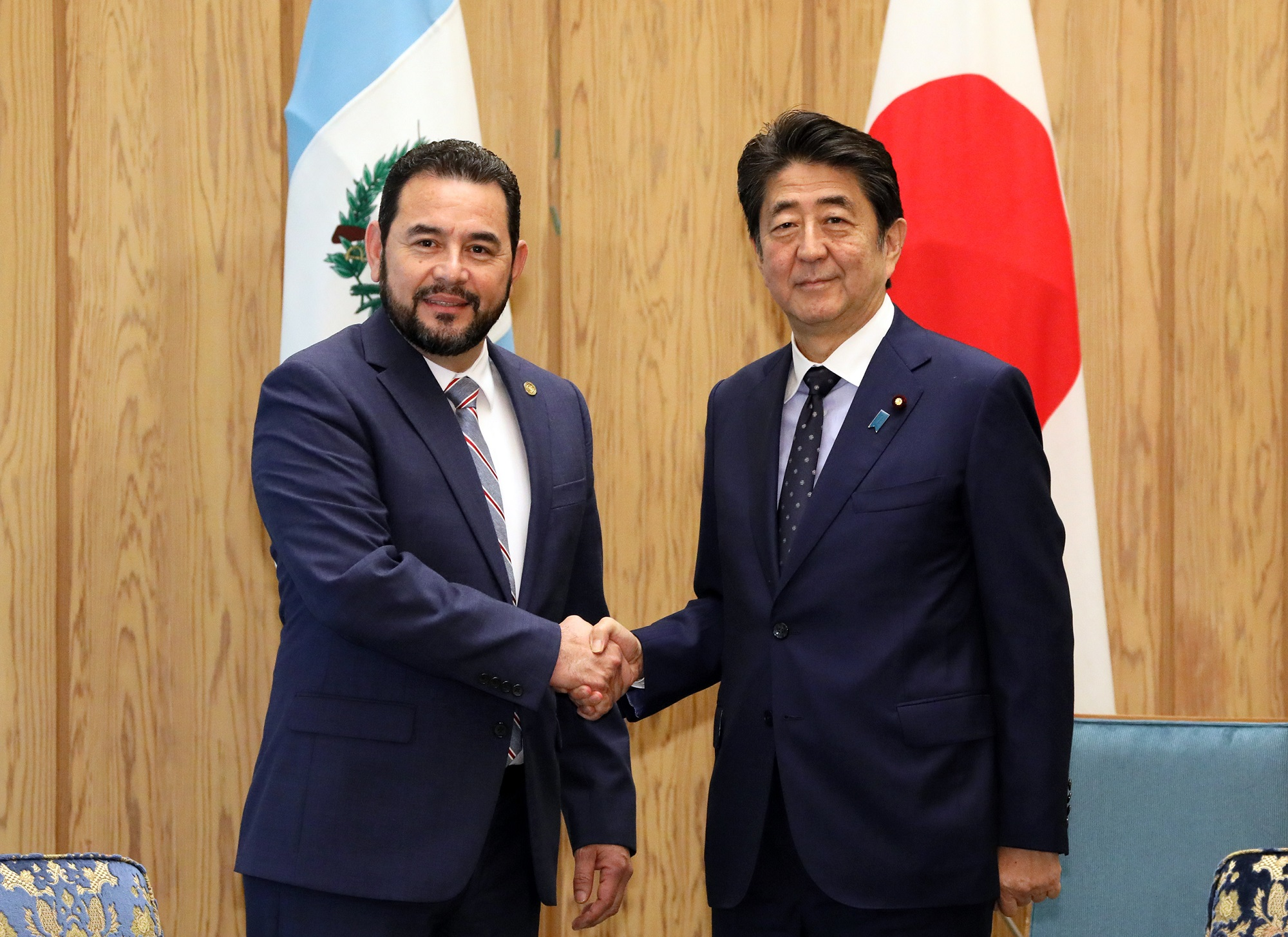
El primer ministro de Japón Shinzō Abe junto al presidente de Guatemala Jimmy Morales durante la entronización del emperador Naruhito.

En 2010, Álvaro Colom visitó Japón. El 1 de octubre de 2014, Sus Altezas Imperiales los príncipes Akishino, Fumihito y Kiko visitaron Guatemala visitaron la Casa Presidencial,  donde cenaron junto al presidente, Otto Pérez Molina, y su esposa, Rosa Leal de Pérez. También visitaron el sitio arqueológico Tikal y la ciudad colonial Antigua Guatemala.
Hasta el año 2017, Japón tenía 600 personas colaboradoras en su embajada para Guatemala. Japón es uno de los cinco principales inversores en Guatemala y ha proveído de importante ayuda humanitaria al país.

## Visitas de Estado

### Japón
- Canciller Tadashi Kuranari (1987)
- Príncipes Hitachi Masahito y Hanako (1997)
- Príncipes Akishino, Fumihito y Kiko (2014)
- Ministro de Estado Masahisa Sato (2019)
- Canciller Toshimitsu Motegi (2021)[10]

### Guatemala
- Canciller Ariel Rivera (1990)
- Presidente Alfonso Portillo, y la primera dama Evelyn Morataya (2001)
- Presidente Álvaro Colom (2010)
- Presidente Jimmy Morales y la primera dama Patricia Marroquín (2019)
- Canciller Carlos Ramiro Martínez (2024)
- Presidente Bernardo Arévalo y la primera dama Lucrecia Peinado (2025)
  - Canciller Carlos Ramiro Martínez y ministra de Economía Gabriela García Pacheco